# 10934 Pauldelvaux
10934 Pauldelvaux (1998 DN34) là một tiểu hành tinh nằm phía ngoài của vành đai chính được phát hiện ngày 27 tháng 2 năm 1998 bởi E. W. Elst ở Đài thiên văn Nam Âu. Nó được đặt theo tên Paul Delvaux, a Belgian painter.